# Sanxia

Situation du district dans Nouveau Taipei.

Sanxia (chinois traditionnel : 三峽區 ; pinyin : Sānxiá Qū) est un district de la ville de Nouveau Taipei, à Taïwan.

## Géographie
- Superficie : 191,45 km2
- Population : 101 839 habitants (mai 2010)